# Maria Bigarelli
Maria Bigarelli (Carpi, 14 aprile 1914 – Carpi, 3 febbraio 1991) è stata un'imprenditrice italiana, pioniera dell'industria tessile carpigiana.

## Biografia
Di umilissime origini, è costretta ad interrompere la scuola elementare e trascorre l'infanzia e l'adolescenza in risaia, in una fornace e a servizio di una ricca famiglia di Modena. Nel 1932 si sposa con un venditore ambulante, Giordano Nora, e lo segue in questa attività arricchendola con una produzione artigianale di maglieria, tra i 500 e i 600 pezzi che vengono portati per la vendita a Milano. La buona qualità dei prodotti fa sì che nel giro di pochi mesi la domanda supera l'offerta, ciò che obbliga Maria e suo marito ad abbandonare l'ambulantato per dedicarsi a tempo pieno a questa attività che, seppure ancora impostata sul criterio artigianale, impiega i primi operai fissi e si affida a piccole imprese familiari esterne per alcune fasi della lavorazione.
Quando rimane vedova, nel 1944, l'attività si basa su un piccolo esercizio commerciale aperto a Carpi, ricavato nella sua abitazione con un laboratorio destinato a una lavorazione artigianale in proprio che il continuo crescere della domanda rende sempre più insufficiente. Cessate le ostilità, col sostegno del suo secondo marito e l'investimento dei guadagni fino ad allora conseguiti, inizia la trasformazione industriale dell'impresa con una prima società, la "maglificio Miriam s.n.c.", che alla fondazione impiega dodici operaie ed è costituita da laboratorio e magazzino vendita, entrambi ricavati dall'abitazione in pieno centro di Carpi (via Giulio Rovighi), e che dopo soli tre anni si trasferisce nel primo vero stabilimento industriale, ubicato in via Fratelli Rosselli, dove lavorano centodieci operai interni e un indotto di altre 200 persone per le lavorazioni affidate all'esterno.

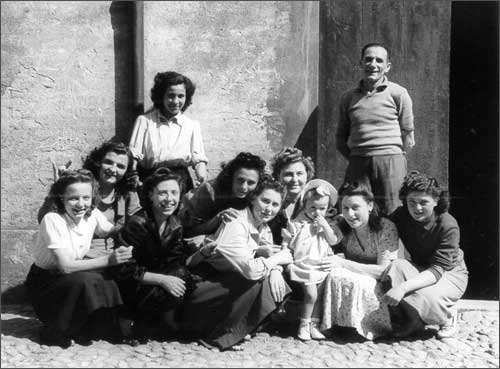
Maria Bigarelli e le sue prime operaie

La Bigarelli è una donna di carattere, decisa e con grandi doti direttive, una figura imprenditoriale femminile rara a vedersi in quegli anni, che mantiene saldo il controllo sulla propria azienda e la dirige con piglio autoritario. Si è fatta da sé partendo da zero, ha vissuto in condizioni di estrema povertà e per sostenere la propria famiglia ha lavorato da ragazzina nelle condizioni ostili di una fornace. Sa cosa significa guadagnarsi la vita con difficoltà e la sua esperienza si riflette nel rapporto mai conflittuale con le maestranze. La produzione della Miriam rappresenta già nel 1955 il 35% della produzione totale del tessile carpigiano, che a sua volta costituisce il 60% dell'esportazione italiana nel resto del mondo, e si distingue per il buon rapporto tra la buona qualità e i prezzi non sempre popolari.
Negli anni del miracolo economico la produzione cresce al punto da richiedere una diversificazione dell'attività. Le basi sono poste nel 1965 con la fondazione della Carma, una società per azioni con capitale di un miliardo di lire e uno stabilimento costruito ex novo di 5000 m², in cui lavorano 220 operai. Nella Carma si concentra l'intera filiera, dalla tessitura al prodotto finito, e viene affiancata nel 1967 (quando lo stabilimento si espande a 7.500 m²), dalla Novitex, una seconda s.p.a. con capitale di 200 milioni e uno stabilimento di 2000 m² a Novi di Modena. In questa seconda sede, dove lavorano 120 operai, viene concentrata l'attività della tessitura, destinata in maggioranza alla Carma, in minima parte ad altri maglifici della zona. Nel 1974 nasce una terza società, la Moditex spa, il ramo confezioni del gruppo con capitale di cento milioni, stabilimento a Modigliana di Ravenna e una superficie produttiva di 1000 m² per 70 operai. Di tutte queste realtà Maria Bigarelli trattiene per sé la maggioranza assoluta delle quote azionarie, in modo da mantenere il controllo assoluto sulla gestione aziendale e sul processo produttivo nella sua interezza: dalla tessitura a maglia al prodotto finito. In quel periodo le aziende del tessile censite a Carpi sono 1184 con 8742 addetti interni. I paesi presso cui si esporta, in ordine di volume di affari, sono Germania, Francia, Olanda, Belgio, Gran Bretagna e Stati Uniti, per un fatturato dichiarato di oltre 126 miliardi di lire, un 15% del quale saldamente in mano al gruppo Carma.
Nei primi anni ottanta l'imprenditrice promuove un ulteriore riassetto aziendale. La Carma diventa il centro produttivo per il mercato estero con 100 operai. Una parte del suo capitale va a costituire la "Profondo Blu s.r.l.", che prende le redini della produzione tessile (maglieria e confezioni), destinata al mercato interno della grande distribuzione. Questa nuova organizzazione, con la Moditex al servizio di entrambe, dura fino alla scomparsa della Bigarelli.